# Gélatine (Astérix)
 (octobre 2023).
- Si vous ne connaissez pas le sujet, laissez ce bandeau (vous pouvez alors contacter les auteurs).
- Si vous supprimez le contenu mis en cause (vous pouvez préalablement contacter les auteurs),

argumentez précisément cette suppression dans la page de discussion
(un manque de référence n'est pas un argument ; une recherche réelle de référence doit avoir été effectuée, être formellement documentée).
Pour les articles homonymes, voir Gélatine (homonymie).
Gélatine est un personnage de la série de bande dessinée Astérix. Elle apparaît dans l'album Comment Obélix est tombé dans la marmite du druide quand il était petit (sans être nommée) puis dans l'album Astérix et la rentrée gauloise (histoire En 35 av. J.-C.), et enfin dans l'album Astérix et Latraviata.
C'est la mère d'Obélix.

## Carte d'identité

### Rôle du personnage

#### Comment Obélix est tombé dans la marmite du druide quand il était petit
Dans cet album, Gélatine joue quasiment un rôle de figurant. En racontant son enfance, Astérix parle notamment de son amitié avec Obélix. Comme ce dernier n'était pas très bon en classe, Astérix venait chez lui pour l'aider après les cours. Il raconte que la mère d'Obélix leur préparait toujours un sanglier rôti comme goûter. Plus tard, après qu'Obélix soit tombé dans la marmite de potion magique, Panoramix le porte vers sa mère, affolée. Deux illustrations montrent Gélatine : la première en train de préparer le sanglier rôti, la seconde accourant vers Obélix.

#### Astérix et la rentrée gauloise
Dans l'histoire En 35 av. J.-C. (publiée dans l'édition de 2003), Gélatine accouche d'Obélix, le même jour que Praline (la mère d'Astérix). Nous ne la voyons qu'à la dernière image, lors du banquet, où elle tient dans ses mains le landau de son fils.

#### Astérix et Latraviata
Pour l'anniversaire d'Astérix et Obélix, leurs mères respectives sont venues passer quelques jours au village gaulois.
Lors d'un banquet festif donné pour cette occasion, Gélatine offre un casque à Obélix. Un peu plus tard, elle lui sert de la soupe car elle trouve que la nourriture de son fils n'est pas assez diversifiée. Puis, elle lui demande quand est-ce qu'il se décidera à épouser une femme qui lui fera une cuisine saine et équilibrée.
Entreprenant le projet de mariage pour leurs fils respectifs, Praline (la maman d'Astérix) et Gélatine les pomponnent avant de recevoir des jeunes filles accompagnées de leurs mères. Énervés, Astérix et Obélix s'en vont et se retrouvent à l'extérieur.
Les mamans organisent alors un bal au cours duquel Astérix et Obélix devront inviter les jeunes filles à danser. D'abord énervée que son fils n'invite personne à danser, Gélatine est par la suite très heureuse qu'il en ait au moins invité une, bien que la cadence fût beaucoup trop rapide.
C'est alors que Latraviata, déguisée en Falbala, arrive au village pour récupérer les armes offertes à Astérix et Obélix, car elles appartiennent en fait à Pompée. Elle obtient très facilement le casque d'Obélix, au grand dam de Gélatine. Elle demande alors à Praline ce qu'elle pense de cette Falbala. Les deux mères, s'apercevant que la jeune fille crée un "esprit néfaste" dans la tête de leurs fils, décident de consulter Panoramix. Le druide pense qu'Obélix est tout simplement amoureux ; Gélatine va donc le consoler.
On ne retrouvera Gélatine qu'à la fin de l'histoire, au banquet final.

### Nom
- Origine de son nom : gélatine.
- Ne pas confondre avec Galantine, la femme d'Homéopatix.

## Gélatine dans le monde
- Elle est connue à l'étranger sous le nom de :
  - Vanilla en anglais  Royaume-Uni
  - Popeline en allemand  Allemagne
  - Gelatina en espagnol  Espagne et en italien  Italie

## Sources
- Le Livre d'Astérix le gaulois, Albert-René, 1999.
- Dictionnaire Goscinny, JC Lattès, 2003.